# 有声音
有声音（ゆうせいおん）とは、言語音を調音する際、肺からの呼気による声帯の周期的な震動（いわゆるこえ）を伴う音をいう。

## 概説
母音は通常の場合、有声音であり、子音では[b][d][g]（破裂音）、[v][z]（摩擦音）、[m][n]（鼻音）、[l][r]（流音）などが有声音である。特に鼻音、流音（あわせて共鳴音）は多くの言語で通常有声であり、対立する無声音が音素として存在しないことが多い。
日本語や英語といった言語は、破裂音・摩擦音における有声音と無声音の差異、例えば有声音である[b]と無声音である[p]、有声音である[d]と無声音である[t]といった差異で語の意味を区別する。一方、中国語や朝鮮語は、前述の例のような有声音と無声音の違いで意味を弁別せず、代わりに気息音の有無、つまり有気音と無気音で弁別する言語である。それらの言語の摩擦音の多くは無声である。